# Salcedo (cantão)
Salcedo é um cantão do Equador localizado na província de Cotopaxi. A capital do cantão é a cidade de San Miguel.